# Mourillones
Mourillones (llamada oficialmente San Pedro de Mourillós) es una parroquia y una aldea del municipio español de Celanova, en la provincia de Orense, Galicia.

## Toponimia
La parroquia también es conocida por el nombre de San Pedro de Mourillones.

## Organización territorial
La parroquia está formada por nueve entidades de población, constando siete de ellas en el nomenclátor del Instituto Nacional de Estadística español:
- Campo
- Carballeira
- Devesa (A Devesa)
- Mandrás
- Mato (O Mato)
- Mourillones (Mourillós)
- Penalta
- Seguín (Sixín)(Xixín)
- Val (O Val)

## Demografía

### Parroquia
| Gráfica de evolución demográfica de Mourillones (parroquia) entre 2000 y 2022 |
|                                                                               |
| Datos según el nomenclátor publicado por el INE.                              |

### Aldea
| Gráfica de evolución demográfica de Mourillones (aldea) entre 2000 y 2022 |
|                                                                           |
| Datos según el nomenclátor publicado por el INE.                          |